# جون وودورد فيليب
جون وودورد فيليب (بالإنجليزية: John Woodward Philip)‏ هو ضابط أمريكي، ولد في 26 أغسطس 1840 في Kinderhook, New York ‏ في الولايات المتحدة، وتوفي في 30 يونيو 1900 في نيويورك في الولايات المتحدة.